# Nikołajewka (obwód wołgogradzki)
Nikołajewka (ros. Николаевка) – chutor w Rosji, w obwodzie wołgogradzkim, w rejonie jełańskim. W 2010 liczył 220 mieszkańców.